# Pulsamplitudmodulering

Illustration av PAM: Röd linje visar ursprungssignalen. De blå linjerna visar PAM signalen. Diagrammets lodräta axel visar signalernas amplitud. Diagrammets vågräta axel visar tid.

Pulsamplitudmodulering, PAM (engelska: Pulse-Amplitude Modulation), är en linjär metod för att interpolera vid konvertering av en tidsdiskret funktion eller en sekvens till en tidskontinuerlig funktion. Det används bland annat för att rekonstruera samplat material.
Pulsamplitudmodulering av en tidsdirekt funktion {\displaystyle x(n)} samplad med samplingsfrekvensen {\displaystyle f_{s}} till en tidskontinuerlig funktion {\displaystyle y(t)} med pulsfunktionen {\displaystyle p(t)} kan skrivas som:
{\displaystyle y(t)=\sum _{n=-\infty }^{\infty }x(n)p(t-n/f_{s})}
Pulsfunktionen {\displaystyle p(t)} bestämmer hur frekvensåtergivningen blir.
{\displaystyle Y(f)=X(f/f_{s})P(f)}
Notera att Fourier-transformen av en tidsdiskret funktion är periodisk. Den pulsamplitudmodulerade funktionen kan alltså innehålla frekvenser som ligger utanför det område som den tidsdiskreta representerar.
Perfekt rekonstruktion, givet att det samplade materialet var perfekt bandbegränsat i intervallet {\displaystyle [-f_{s}/2,f_{s}/2]}, fås med hjälp av sinc-funktionen:
{\displaystyle p_{sinc}(t)={\mbox{sinc}}(tf_{s})={\frac {\sin(\pi tf_{s})}{\pi tf_{s}}}}
{\displaystyle P_{sinc}(f)={\begin{cases}1,&|f|<f_{s}/2\\0,&{\mbox{annars}}\end{cases}}}
Linjär interpolation fås med pulsfunktionen
{\displaystyle p_{lin}(t)={\begin{cases}1+tf_{s},&1/f_{s}<t<0\\1-tf_{s},&0\leq t<1/f_{s}\\0,&{\mbox{annars}}\end{cases}}}
{\displaystyle P_{lin}(f)={\frac {1}{f}}\sin(2\pi f/f_{s})+{\frac {1}{2\pi ^{2}f^{2}}}\left(f_{s}-f_{s}cos(2\pi f/f_{s})-2\pi f\sin(2\pi f/f_{s})\right)}